# 高濱秀
高濱 秀（たかはま しゅう、1949年3月 - ）は、日本の考古学者。元金沢大学教授。東京国立博物館名誉館員。

## 経歴
1949年兵庫県生まれ。東京大学文学部に入学し、考古学を専攻、江上波夫の下で学んだ。東京大学大学院人文科学研究科に進学し、1973年修士課程修了。
同年より東京国立博物館に勤務。東洋課室長を務めた。2001年に金沢大学文学部教授となり、2014年に定年退職した（最終講義演題「中国の初期馬具をめぐって」）。
学界では、日本考古学会会長を務めている。

## 研究内容・業績
中国ならびに中央ユーラシアの考古学を専門とし、特に北方遊牧民の青銅器文化に関する著作で知られる。モンゴルで発掘調査も行っており、ヘレクスルのオーシギン・ウブリーン遺跡(オラーン・オーシグ遺跡)の調査で知られる。
受賞
「南シベリアの青銅鍑の鋳造技術に関する調査と実験」（『FUSUS』（アジア鋳造技術史学会誌）4号）により、2010年度アジア鋳造技術史学会 研究奨励賞（若手研究者部門）を受賞

## 著作
書籍
- 『先史時代のヨーロッパ』〈図説世界の考古学 3〉江上波夫監修、福武書店 1984

「遊牧騎馬民族の文化」
「遊牧騎馬民族文化」カール・イェットマー著、高浜秀訳
- 『文明学原論：江上波夫先生米寿記念論集』古代オリエント博物館編、山川出版社 1995

「西周・東周時代における中国北辺の文化」339-357頁.
- 『中央ユーラシアの考古学』〈世界の考古学 6〉藤川繁彦編、同成社 1999

第2章「 大興安嶺からアルタイまで：中央ユーラシア東部の騎馬遊牧文化」 53-136頁.
第3章-1「 新彊ウイグル自治区の青銅器：初期鉄器時代」 139-148頁.
- 『世界美術大全集 東洋編 1　先史・殷・周』高濱秀・岡村秀典責任編集、小学館 2000
- 『古代王権の誕生 3：中央ユーラシア・西アジア・北アフリカ編、初期王権研究委員会編』初期王権研究委員会編、角川書店 2003

第1部序章「中央ユーラシアの初期王権研究の視点」9-12頁.
第1章「ユーラシア草原地帯東部における王権の成立」13-27頁.
- 『生産と技術の考古学』〈現代の考古学 4〉高濱秀編、朝倉書店 2008[1]

「総論：生産と技術の考古学」
「中国北方系青銅器の製作」
- 『鍑の研究：ユーラシア草原の祭器・什器』〈ユーラシア考古学選書〉草原考古研究会編、雄山閣 2011[8]

「中国の鍑」
- 『ユーラシアの大草原を掘る：草原考古学への道標』〈アジア遊学 238〉草原考古研究会編、勉誠社 2019[9]

「初期遊牧民文化の広まり」
「鍑 - 什器か祭器か」
展示図録・研究図録
- 『スキタイ黄金美術展：ウクライナ歴史宝物博物館秘蔵』高浜秀・林俊雄・雪嶋宏一編、小椋安幸撮影、日本放送協会、1992[10]
- 『大草原の騎馬民族：中国北方の青銅器』東京国立博物館、1997[11]
- 『中国北方系青銅器』東京国立博物館編、竹林舎 2005[12]

翻訳
- 『黄金の番人：古代の中部アジア』L.I.アルバウム（ロシア語版）・B.ブレンチェス（ドイツ語版）著、大林太良監訳・樋口大介共訳、泰流社 1983
- 「現代歴史教育の特例としての考古学教室」オレクサンドル・ドミトロヴィチ・モヒーロウ[13][14]著、高濱秀訳、『金大考古』金沢大学人文学類考古学研究室、82号、2023、15-21頁. doi:10.24517/00069159

論文
- 高浜 秀 - CiNii Research

退職記念論文集
- 『ユーラシアの考古学』髙濱秀先生退職記念論文集編集委員会編、六一書房 2014[15][16]